# Fritillaria dagana
Fritillaria dagana är en liljeväxtart som beskrevs av Porphir Kiril Nicolai Stepanowitsch Turczaninow. Fritillaria dagana ingår i Klockliljesläktet och i familjen liljeväxter. Inga underarter finns listade.

## Bildgalleri

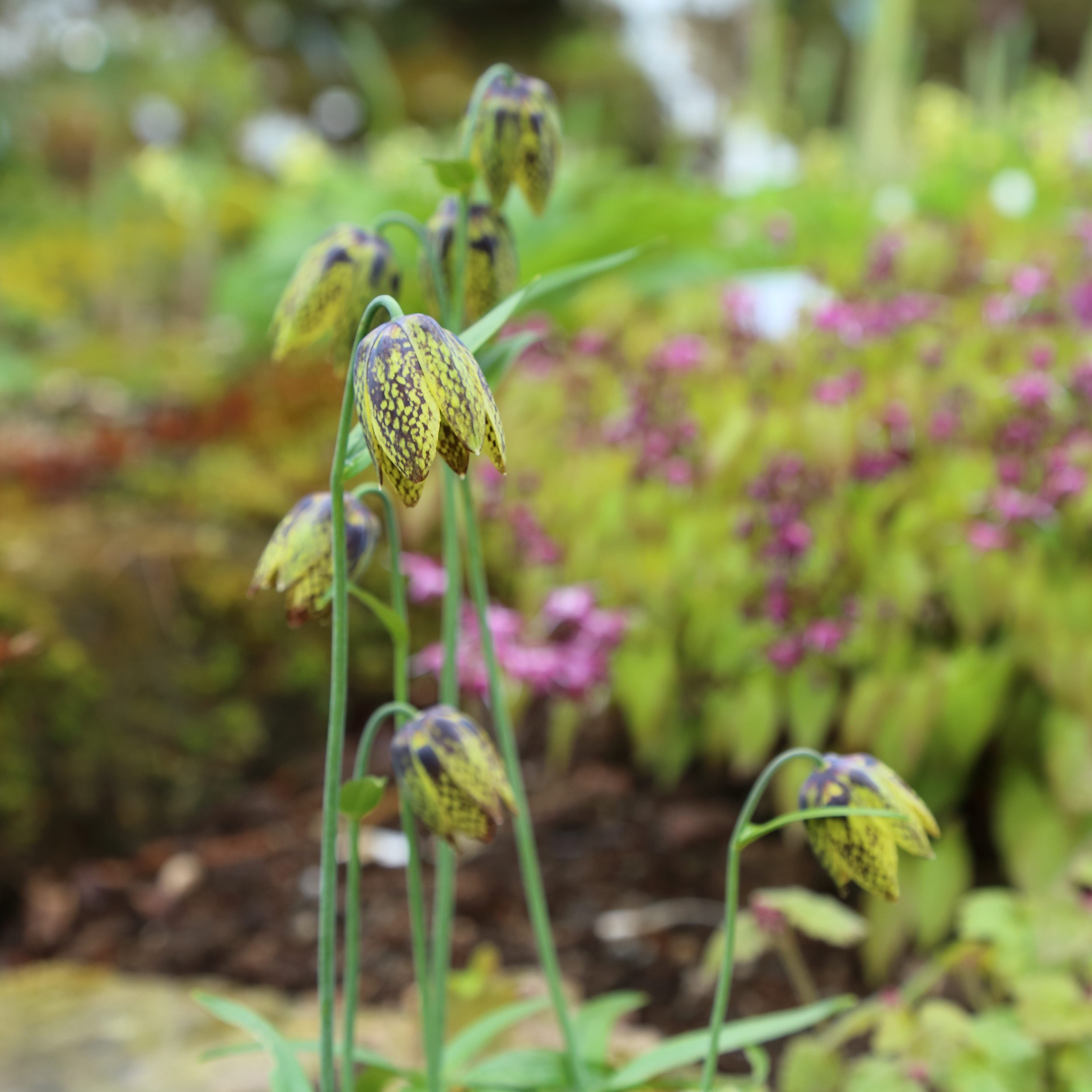
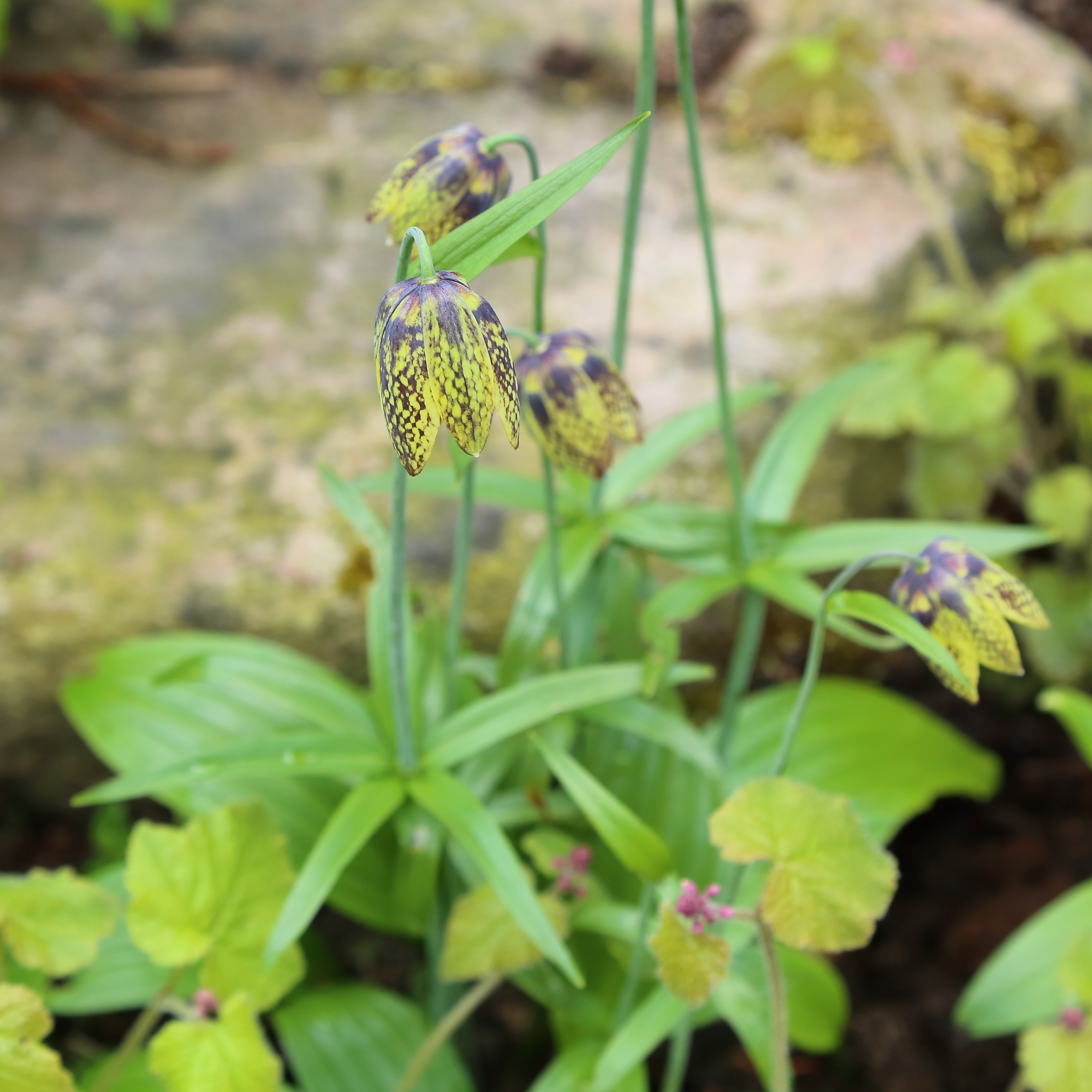
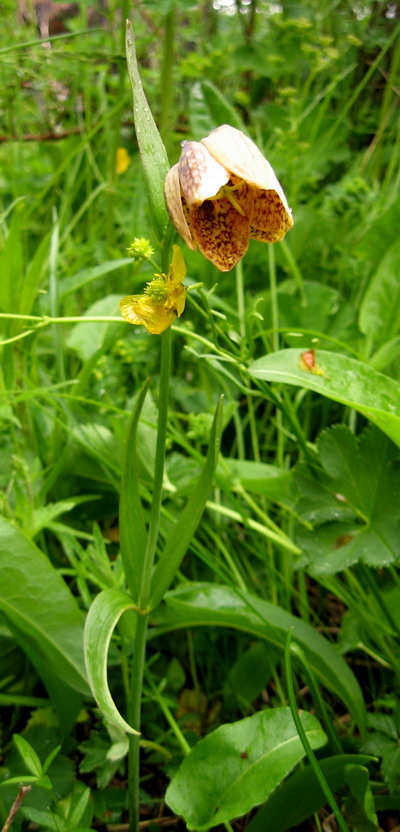